# دعا کنندگان (فیلم ۲۰۱۸)
دعا کنندگان (فرانسوی: La prière‎) فیلمی در ژانر درام به کارگردانی سیدریک کان است که در سال ۲۰۱۸ منتشر شد. از بازیگران آن می‌توان به الکس برندمول و هانا شیگولا اشاره کرد.